# The London Muddy Waters Sessions
The London Muddy Waters Sessions — студійний альбом американського блюзового музиканта Мадді Вотерса, випущений в квітні 1972 року лейблом Chess у серії «The London Sessions». 1973 року альбом був удостоєний премії «Греммі» (в категорії «Найкращий запис етнічної музики або традиційного фолку»).

## Про альбом
Альбом був записаний упродовж трьох сесій 4 грудня (пісні 1, 3, 5 і 7), 7 грудня (пісні 2, 4 і 8) і 8 грудня (пісні 6 і 9) 1971 року на студії IBC Studios в Лондоні, Англія; аранжування духових під керівництвом Джонні Пейта було записане на студії The Record Plant в Нью-Йорку. Мікшування та мастеринг були здійснені на нью-йоркських студіях Electric Lady Studios і Sterling Sound відповідно.
Мадді Вотерс співає і грає на слайд-гітарі, а йому акомпанують гітаристи Сем Лоугорн і Рорі Галлахер, Кері Белл Гаррінгтон на губній гармоніці, Рік Греч на бас-гітарі, Джорджі Форчун і Стів Вінвуд (Греч і Вінвуд грали разом в гурті Blind Faith в 1968—1969 роках) на фортепіано та органі, Мітч Мітчелл (колишній учасник гурту The Jimi Hendrix Experience) і Гербі Ловелл на барабанах, Розетта Гайтауер вокал на «Blind Man Blues», Ерні Роял і Джо Ньюмен на трубі, Гарнетт Браун на тромбоні і Селдон Пауелл на тенор-саксофоні. Тут Вотерс виконує свої старі хіти «I'm Ready» і «Young Fashioned Ways» (обидві написані Віллі Діксоном), «I'm Gonna Move to the Outskirts of Town» Вільяма Велдона та блюзові стандарти «Key to the Highway» і «Walkin' Blues».
Лейбл Chess випустив цей альбом у квітні 1972 року в серії «The London Sessions», який став другим випуском після альбому The London Howlin' Wolf Sessions Хауліна Вульфа, випущеного у серпні 1971. Концепцією серії було бажання об'єднати американських блюзменів із зірковими британськими блюз-роковими музикантами. Продюсером альбомів серії виступив Есмонд Едвардс.
1974 року Chess випустили спільний з Хауліном Вульфом альбом Мадді Вотерса під назвою London Revisited, на якому вийшли пісні, що не потрапили до основних оригінальних випусків лондонських сесій Вульфа і Вотерса.

## Визнання
1973 року на 15-й церемонії нагородження премії «Греммі» альбом здобув перемогу в категорії «Найкращий запис етнічної музики або традиційного фолку». Ця нагорода «Греммі» стала другою із шести в кар'єрі музиканта.

## Реакція критиків
Оглядач AllMusic Каб Кода поставив альбому The London Muddy Waters Sessions оцінку 2 з 5, відмітивши гру ірландського гітариста Рорі Галлахера, але невтішну від Стіва Вінвуда, Джорджі Форчуна і Мітча Мітчелла. Дмитро Казанцев з порталу Blues.Ru у своїй рецензії поставив також низьку оцінку альбому 2 з 5, відмітивши «дивне звучання ритм-секції (особливо невиразну гру Мітча Мітчелла) і духових».
Роберт Крістгау написав: «Гаулін Вулф записувався з Rolling Stones на своїх лондонських сесіях, тож чому Мадді отримав лише Рорі Галлахера, Стіва Вінвуда, Ріка Греча та Мітча Мітчелла для своїх? Можливо, тому, що це був грошовий концерт із самого початку. У будь-якому випадку, тільки Галлахер тут виділяється — єдиний відданий блюзу виконавець із чотирьох, а Мадді схожий на професіонала, що старіє, яким він власне і є. Серед пісень найбільше вирізняється «Blind Man Blues» з гарним бек-вокалом від Розетти Гайтавер, а також «Walkin' Blues», у якому беруть участь не хто інші, як Мадді та Сем Лоугорн, який сам із Чикаго».

## Список композицій
| Сторона А | Сторона А                                 | Сторона А           | Сторона А     | Сторона А  |
| #         | Назва                                     | Автор               | Дата запису   | Тривалість |
| --------- | ----------------------------------------- | ------------------- | ------------- | ---------- |
| 1.        | «Blind Man Blues»                         | Лафаєтт Лік         | 4 грудня 1971 | 3:31       |
| 2.        | «Key to the Highway»                      | Маккінлі Морганфілд | 7 грудня 1971 | 2:23       |
| 3.        | «Young Fashioned Ways»                    | Віллі Діксон        | 4 грудня 1971 | 4:21       |
| 4.        | «I'm Gonna Move to the Outskirts of Town» | Вільям Велдон       | 7 грудня 1971 | 3:55       |

| Сторона В | Сторона В                                     | Сторона В           | Сторона В     | Сторона В  |
| #         | Назва                                         | Автор               | Дата запису   | Тривалість |
| --------- | --------------------------------------------- | ------------------- | ------------- | ---------- |
| 1.        | «Who's Gonna Be Your Sweet Man When I'm Gone» | Маккінлі Морганфілд | 4 грудня 1971 | 5:03       |
| 2.        | «Walkin' Blues»                               | Маккінлі Морганфілд | 8 грудня 1971 | 3:00       |
| 3.        | «I'm Ready»                                   | Віллі Діксон        | 4 грудня 1971 | 4:09       |
| 4.        | «Sad Sad Day»                                 | Маккінлі Морганфілд | 7 грудня 1971 | 5:17       |
| 5.        | «I Don't Know Why»                            | Віллі Діксон        | 8 грудня 1971 | 4:03       |

## Учасники запису
- Мадді Вотерс — вокал, слайд-гітара
- Сем Лоугорн — гітара
- Рорі Галлахер — гітара
- Кері Белл Гаррінгтон — губна гармоніка
- Рік Греч — бас-гітара
- Стів Вінвуд — фортепіано, орган (2, 4, 8)
- Джорджі Форчун — фортепіано, орган
- Гербі Ловелл (1, 7, 9), Мітч Мітчелл — ударні
- Розетта Гайтауер — вокал (1)
- Ерні Роял, Джо Ньюмен — труба
- Гарнетт Браун — тромбон
- Селдон Пауелл — тенор-саксофон

Технічний персонал
- Есмонд Едвардс, Ієн Грін — продюсер
- Джонні Пейт — аранжування [духових]
- Девід Крігер — артдиректор
- Мія Крінські — координатор
- Сенді Гоффманн — обкладинка
- The Graffiteria — дизайн